# دمیترو خلیوبس
دمیترو خلیوبس (اوکراینی: Дмитро Вікторович Хльобас؛ زادهٔ ۹ مهٔ ۱۹۹۴) بازیکن فوتبال اهل اوکراین است.
از باشگاه‌هایی که در آن بازی کرده‌است می‌توان به باشگاه فوتبال دینامو کی‌یف، باشگاه فوتبال اوورلا اوژهورود، باشگاه فوتبال اورارتو، باشگاه فوتبال دینامو مینسک، باشگاه فوتبال اورداباسی، و باشگاه فوتبال فورسکلا پولتاوا اشاره کرد.
وی همچنین در تیم‌های ملی فوتبال Ukraine national under-16 football team, Ukraine national under-17 football team, Ukraine national under-18 football team, Ukraine national under-19 football team، و زیر ۲۱ سال اوکراین بازی کرده‌است.